# Mick Garris
Mick Garris (Santa Monica (Californië), 4 december 1951) is een Amerikaanse filmregisseur en scriptschrijver.
Hij verfilmde onder meer een reeks bestsellers van Stephen King, zoals De beproeving, De Shining en Desperation.
Garris is de bedenker van een serie horrorfilms van verschillende regisseurs onder de naam Masters of Horror. Nadat deze twee seizoenen liep bij de Amerikaanse zender Showtime, verhuisde Garris met zijn serie naar NBC en hernoemde het project tot Fear Itself.

## Prijzen
- 1986 Edgar Award voor een geschreven episode in Steven Spielbergs televisieserie Amazing Stories.
- 2006 Lifetime Achievement Award voor zijn Masters of Horror episode Valerie on the Stairs.

## Filmografie
- Critters 2: The Main Course (1988)
- Psycho IV: The Beginning (1990)
- Sleepwalkers (1992)
- The Stand (1994)
- The Shining (1997)
- Quicksilver Highway (1997)
- Host (1998)
- The Judge (2001)
- Lost in Oz (2002)
- Riding the Bullet (2004)
- Masters of Horror - Chocolate (2005)
- Masters of Horror - Valerie on the Stairs (2006)
- Desperation (2006)
- Bag of Bones (2011)